# Вайсфельд, Леонид Владленович
Леонид Владленович Вайсфельд (16 апреля 1960, Москва) — советский и российский хоккейный судья, функционер. Является экспертом и комментатором на Матч ТВ, КХЛ ТВ.

## Биография
Высшее образование получил в ГЦОЛИФК. Кандидат педагогических наук. В 1990—2001 гг. судил матчи Чемпионатов СССР, СНГ, Межнациональной хоккейной лиги и Российского чемпионата. 11 раз входил в списки лучших арбитров страны. Трижды удостаивался почётного Приза Золотой свисток имени Андрея Старовойтова как лучший арбитр России (1997/98, 1998/99, 2000/01). Судил также матчи различных международных чемпионатов в 1991—2001 гг.
Был экспертом на телеканале Россия-2 (2009—2010). Ранее занимал должности Генерального менеджера тольяттинской «Лады» и генерального директора мытищинского «Атланта», однако, покинул последний пост в июне 2009 года. До 1 мая 2013 года был Генеральным менеджером новокузнецкого «Металлурга». Руководство ХК «Металлург» и генеральный менеджер клуба Леонид Вайсфельд, приняли решение не продлевать контракт, срок действия которого завершился 30 апреля 2013 года. Таким образом, по окончании сезона 2012/13 Леонид Вайсфельд покинул систему новокузнецкого хоккейного клуба. 
Работал скаутом клубов НХЛ, представляя «Торонто» (1990–2002) и «Нью-Йорк Рейнджерс» (2002/03).
С 1 мая 2013 года вступил в должность Генерального менеджера ХК «Автомобилист». 
С сезона КХЛ 2015/2016 занял должность генерального менеджера ХК «Салават Юлаев». 25 января 2018 года контракт с клубом был расторгнут по обоюдному согласию сторон.
В октябре 2024 года подписал контракт на 2 года с хоккейным клубом «Питтсбург Пингвинз» сменив на должности про-скаута Александра Хаванова.

## Государственные награды
29 декабря 2016 года Глава Республики Башкортостан Рустэм Хамитов вручил Вайсфельду Благодарность Президента Российской Федерации.